# Bisteux
Le bisteux (bisteu) ou bigalan est une spécialité culinaire de la Picardie. Il s'agit d'une sorte de pâté de pommes de terre.

## Caractéristiques
Le bisteux se fabrique avec de la pâte brisée, des pommes de terre à chair ferme, de la poitrine de porc salée, des oignons, de la crème fraîche épaisse, de l'huile, du sel, du poivre et éventuellement de la muscade.

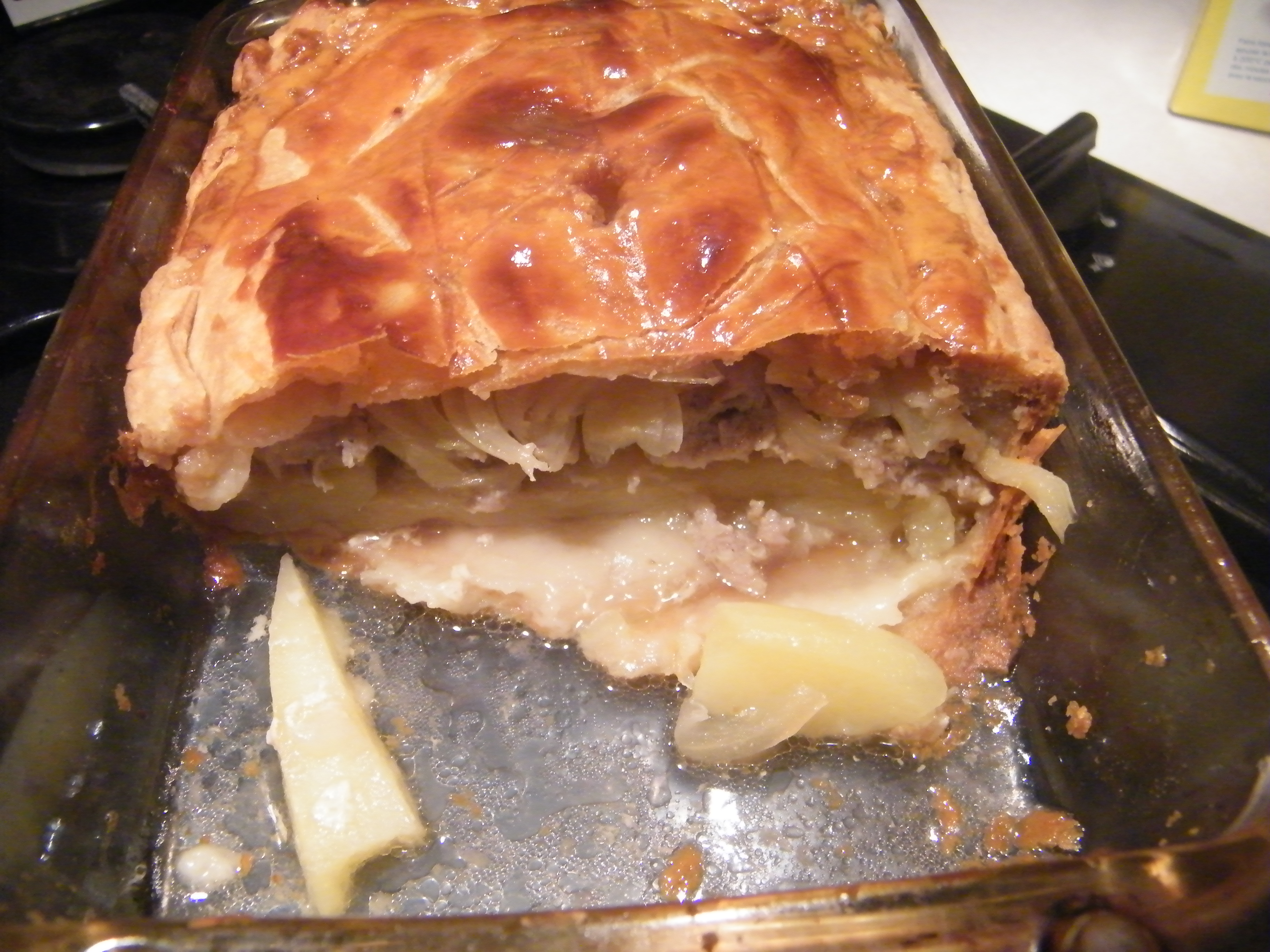
Les pommes de terre s'imprègnent des sucs de la viande.

Une fois blanchie, la poitrine de porc coupée en lardons est rissolée dans une poêle. Les pommes de terre sont coupées en lamelles et lavées. Elles sont ensuite mélangées aux lardons avec des oignons. La préparation est alors répartie sur la pâte brisée mise dans un moule et recouverte de pâte qui doit être percée de petits trous. Mettre enfin à cuire 20 min.
Variantes : certaines cuisinières remplacent la poitrine de porc par de la chair à saucisses du type de celle utilisée pour la fabrication des crépinettes. La pâte brisée peut être remplacée par une pâte feuilletée. 
Un jaune d'œuf badigeonné sur la croûte, avant cuisson, valorise la présentation en créant une dorure.

## Historique
L'origine du bisteux ne nous est pas connue. Toutefois, ce mets ne semble pas remonter au-delà du XIXe siècle.